# JFLAP
JFLAP (англ. Java Formal Languages and Automata Package) — свободная кроссплатформенная программа для экспериментов с различными объектами, встречающихся в теории формальных языков. Разрабатывается Университетом Дьюка.

## Возможности
- Имитирует машину Тьюринга
  - в том числе многоленточную.
- Имитирует автомат Мили
- Имитирует автомат Мура
- Имитирует магазинный автомат
- Демонстрирует лемму о разрастании
  - для регулярных
  - и контекстно-свободных грамматик
- Схематично рисует НДКА, ДКА
- Умеет пошагово проводить
  - преобразование регулярного выражения в НДКА
  - детерминизацию НДКА
  - минимизацию ДКА